# Kevin Kleveros
Kevin Kleveros (1991. október 22. –) svéd autóversenyző. Magassága 173 cm, testtömege 73 kg, otthona Uddevalla és Smogen.
Formula Renault 2.0-s pályafutását 2007-ben kezdte, amikor pár kört tett egy FRs autóval. A Manor Motorsport és a Fortec Motorsportnak tesztelt. Ugyanebben az évben svéd bajnok lett, az észak-európai bajnokságban pedig negyedik helyezést ért el. Ezután a dán KEO Racinghoz szerződött. 2010-ben 14 versenyen elért 3 győzelmével, 5 második és 3 harmadik helyével összesítettben második lett az észak-európai bajnokságban, 2012-ben hatodik lett.
Fiatal kora miatt nincs közúti jogosítványa. Első Gokartját 10 évesen kapta meg.